# Migratie Museum in Den Haag
Das Migratie Museum  in Den Haag war ein Migrationsmuseum in den Niederlanden, das 2018 eröffnet wurde.
Mehr als die Hälfte der Einwohner von Den Haag haben einen Migrationshintergrund. Das Museum sollte die verschiedenen Einwanderungsgründe, -wege und -geschichten der Einwanderung nach Den Haag vermitteln.

## Weblink
- Homepage des Museums (Memento vom 5. Dezember 2019 im Internet Archive)